# (2666) Gramme
Pour les articles homonymes, voir 2666 (homonymie) et Gramme (homonymie).
(2666) Gramme est un astéroïde de la ceinture principale découvert le 8 octobre 1951 à l'observatoire royal de Belgique à Uccle par l'astronome belge Sylvain Arend. Sa désignation provisoire était 1951 TA.
Il doit son nom au Belge Zénobe Gramme (1826-1901), inventeur de la première dynamo (1869).